# Kuenringer

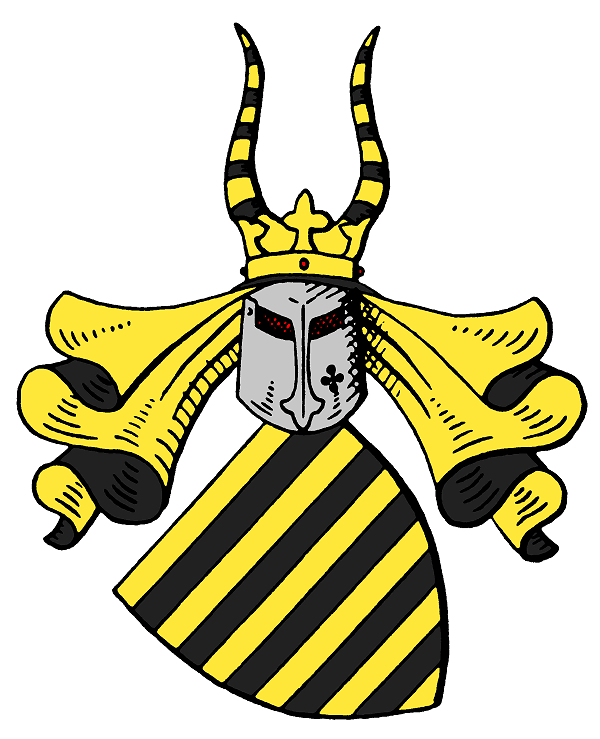
Escudo de armas de los Kuenringer

Los Kuenringer (también Señores de Kuenring,o Chuenringe (r) ) eran una familia ministerial austriaca . La primera mención documentada proviene del año 1132. El último Kuenringer murió en 1594.

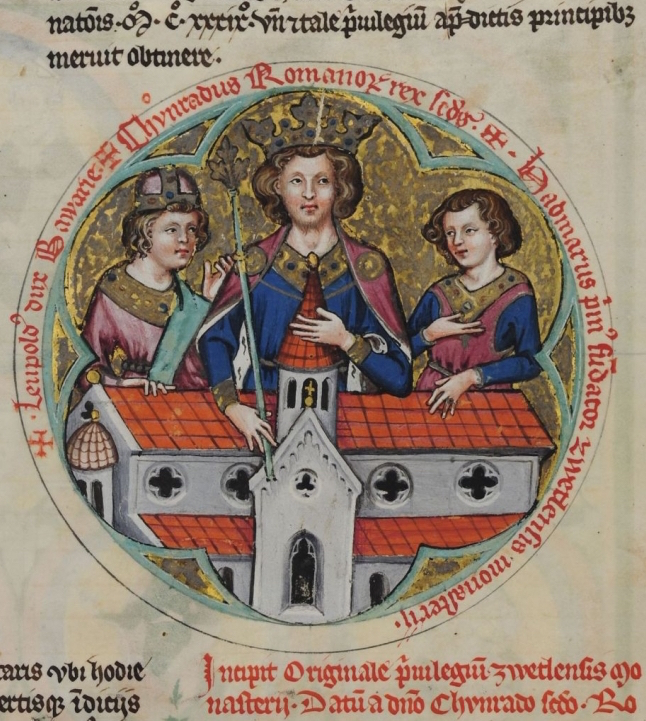
Konrad III(medio) con Leopold IV de Baviera (izquierda) y Hadmar I de Kuenring, "Bärenhaut", fol. 8, dibujo a pluma siglo XIV

## Historia
Después de que Azzo de Gobatsburgo, el fundador de la familia, que procedía de Sajonia o de Renania (Tréveris), llegara a la actual Baja Austria en el siglo XI en el séquito de un hijo del margrave Leopoldo I, la familia adquirió, según un documento del 29 de diciembre de 1056, tres Königshufen (el Königshufen era una medida de superficie antigua alemana usada en agricultura equivalente a 180 mañanas o acres) en la aldea de Hezimaneswisa, actual Hetzmannswiesen, y posteriormente posesiones en el Waldviertel, Weinviertel y en la Wachau colonizadas por sus caballeros feudales y Wehrbauer (campesinos defensivos). Desempeñaron un papel clave en el desarrollo económico y cultural del país. Hadmar I, por ejemplo, fundó el monasterio de Zwettl en 1137 y construyó el castillo ancestral de Kühnring en la actual ciudad de mercado        (Marktgemeinde o Markt) de Burgschleinitz-Kühnring. En el siglo XII también había un castillo de los Kuenringer en Wullersdorf y Schöngrabern era propiedad de los Kuenringer en la época en que se construyó la iglesia románica. 
En el siglo XIII, estuvieron al frente de la rebelión contra el duque de Babenberg Friedrich II. Fueron decisivos en la instalación del rey de Bohemia Ottokar Přemysl y más tarde se opusieron al Alberto I de Habsburgo. Alrededor de 1250, surgieron las líneas de Dürnstein y Weitra-Seefeld, si bien a partir de 1355 sólo la línea Weitra-Seefeld continuó existiendo y reunió todo el estado. Los Kuenringer de la línea Weitra-Seefeld fueron titulares de muchos feudos de Brandemburgo en Austria.
Los Kuenringer se extinguieron en 1594. El último Kuenringer fue Johann VI Ladislaus (alias Hans Lasla von Kuenring), que murió el 9 de diciembre de 1594 y no fue enterrado en la iglesia parroquial de Seefeld, en Baja Austria, hasta el 9 de abril de 1595. Nunca se ha encontrado su tumba. Los herederos de los Kuenringer se consideran los Liechtenstein, cuyo escudo de armas forma parte del "escudo de los Chuenring".
Según la leyenda, los "perros de Kuenring", como se llamaba a los hermanos Hadmar III y Enrique III, viven como Raubritter, caballeros ladrones implacables, pero se trata de un relato posterior deformado.

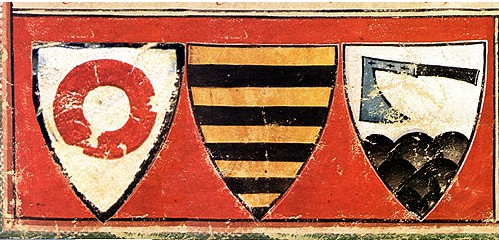
El escudo de armas del Kuenringer (alrededor de 1310). Fotomontaje de extractos del árbol genealógico de Kuenringer en el " Bärenhaut ", fol. 8.

## Escudo de armas
El escudo más conocido de Kuenring es el del anillo, anillo rojo sobre fondo plateado. Aparece por primera vez en el libro del monasterio de Zwettl (alrededor de 1310), el llamado Bärenhaut (piel de oso) y se interpreta como el anillo de los audaces después del nombre Kuenring: hie habent die chuenen ditz landes an einem ring.

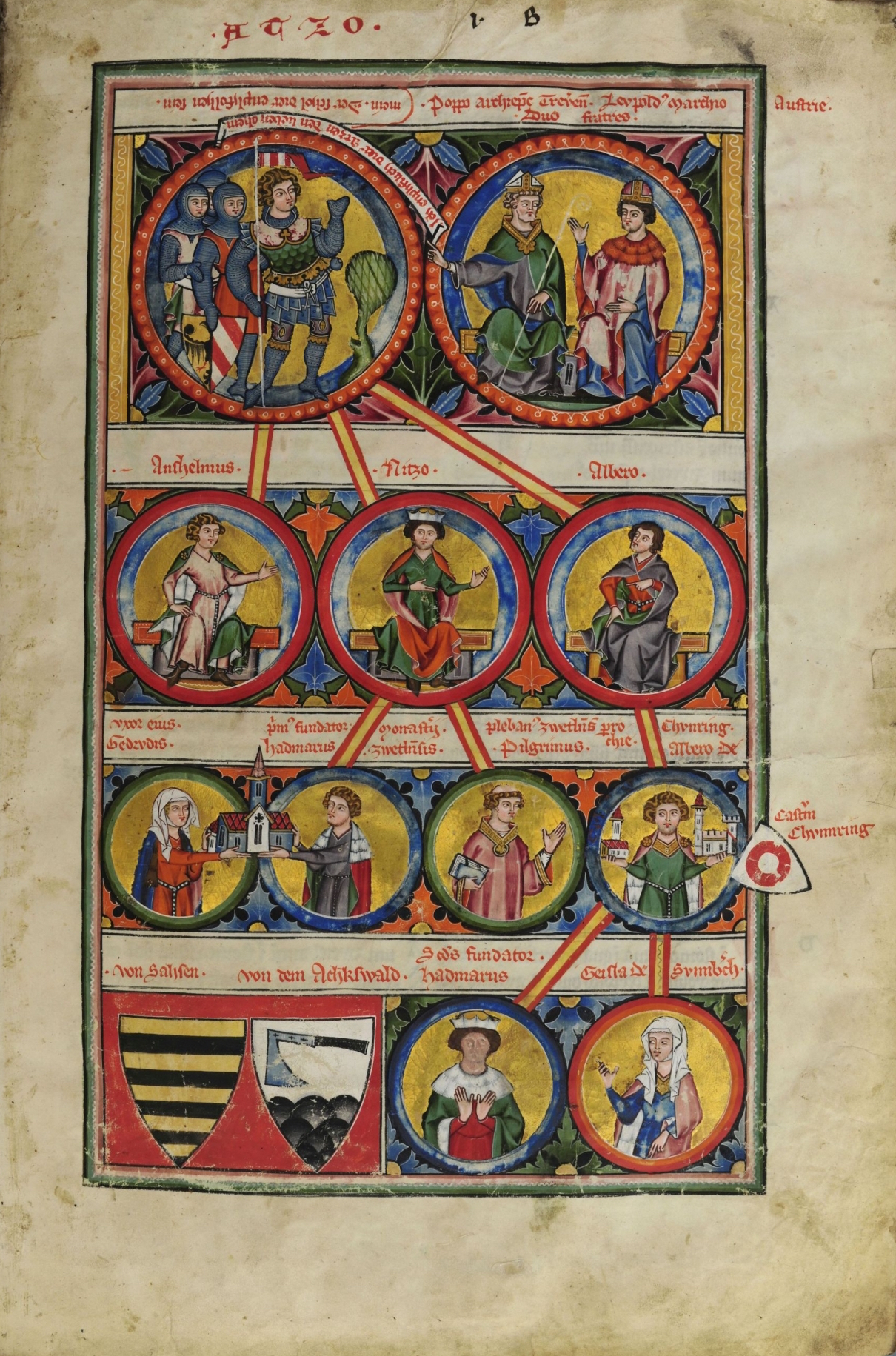
Árbol genealógico de Kuenringer, "Bärenhaut" ("Piel de oso"), fol. 8 (alrededor de 1310)

- Datos: Q872738
- Multimedia: Kuenringer Stammbaum / Q872738